# Prossumidor
Prossumidor é um neologismo (originado no inglês prosumer) que provém da junção de produtor + consumidor ou profissional + consumidor.
Este neologismo possui dois significados distintos, porém complementares.

## Utilização nomarketing
Alvin Toffler, o visionário e escritor da obra A Terceira Onda criou este neologismo para indicar o novo papel do consumidor na sociedade pós-moderna.
O consumidor atual é exigente e acaba forçando a indústria a produzir aquilo que ele quer comprar. Quebrando, portanto, o paradigma de que a indústria é que detém o poder da cadeia de suprimentos.
Este poder conquistado pelo público consumidor advém da alta competitividade dos mercados, sejam eles globais ou locais, e que a todo instante direcionam suas estratégias a fim de satisfazer o cliente e torná-lo cada vez mais lucrativo ao longo do tempo.
O autor pega carona num conceito anterior e amplamente difundido: a customização de produtos e serviços.

## Utilização na área de tecnologia
Neste caso, o termo é utilizado para qualificar produtos que apesar de serem vendidos para o consumidor final, são destinados a usuários avançados.
Trata-se, portanto, de um segmento de clientes com foco em produtos de tecnologia de ponta cujos recursos são mais extensos que os disponibilizados ao restante do mercado de massa.